# Avalanche (Schiff)
Die Avalanche war ein 1874 in Dienst gestellter eiserner Dreimast-Segler der britischen Reederei Shaw, Savill & Company, der als Passagier- und Frachtschiff nach Neuseeland diente. Die Avalanche sank 1877 auf ihrer erst vierten Fahrt im Ärmelkanal nach der Kollision mit einem anderen Segelschiff, wobei 106 Menschen ums Leben kamen.

## Das Schiff
Die 1.210 BRT große Bark Avalanche wurde auf der Werft Alexander Hall & Sons in Aberdeen auf Kiel gelegt und lief am 29. August 1874 vom Stapel. Das aus Eisen gebaute Schiff war 66 Meter lang, elf Meter breit und hatte einen maximalen Tiefgang von 6,54 Metern. Die Avalanche wurde für die 1858 gegründete, in London sitzende Reederei Shaw, Savill & Company gebaut, aus der später die Shaw, Savill & Albion Steamship Company hervorging. Sie wurde speziell für den Passagier- und Frachtverkehr von Großbritannien nach Neuseeland entworfen. Die Avalanche wurde nach den modernsten Standards gebaut und ausgerüstet. Sie verfügte über drei eiserne Masten, neun patentierte Ventilatoren und dampfbetriebene Winschen zum Herablassen und Lichten der Anker. Die Tragfähigkeit des Schiffs wurde mit fast 2.500 Tonnen angegeben.
Die Unterkünfte der Passagiere waren für 350 Personen ausgelegt, darunter 30 in der Ersten Klasse. Den damaligen Gepflogenheiten zufolge wurden verheiratete Paare, allein reisende Männer und allein reisende Frauen jeweils getrennt voneinander untergebracht. Die Wände der Salons waren mit Teakholz und Vogelaugenahorn getäfelt, während die weißen Decken mit Blattgold dekoriert waren. Die Schiffsklassifikationsgesellschaft Lloyd’s Register of Shipping stufte die Avalanche in ihre höchstmögliche Kategorie, 1 A, ein.
Am 22. Oktober 1874 legte die Avalanche in Gravesend zu ihrer Jungfernfahrt nach Wellington ab, wo sie am 22. Januar 1875 eintraf. Auf den ersten beidem Fahrten hatte Kapitän Thomas Bishop das Kommando, der von 1869 bis 1873 Kapitän der Halcione, einem der ersten Eisen-Klipper von Shaw, Savill & Company, gewesen war. Seine Ehefrau taufte die Avalanche bei ihrem Stapellauf. Ab der dritten Fahrt wurde er von Edmund Williams abgelöst.

## Untergang
Am Sonnabend, dem 8. September 1877 legte die Avalanche mit 63 Passagieren und 34 Besatzungsmitgliedern unter dem Kommando von Kapitän Williams in London zu ihrer vierten Überfahrt nach Wellington ab. Der 33-jährige Williams hatte einen guten Ruf, doch er führte das Schiff erst zum zweiten Mal. Der Wert der Ladung, zu der unter anderem Glas- und Töpferwaren gehörten, wurde auf den damaligen Geldwert von fast 100.000 Pfund Sterling geschätzt. Die Passagiere waren fast ausschließlich neuseeländische Bürger aus den Städten Wellington und Wanganui, darunter ganze Familien. Nach einem Zwischenstopp in Tilbury setzte das Schiff die Fahrt in den Ärmelkanal fort.
Am Dienstag, dem 11. September passierte die Avalanche unter der Führung eines Lotsen den Kalksteinfelsen Isle of Portland an der Küste von Dorset 15 Seemeilen in südwestlicher Richtung. Das Wetter war stürmisch und regnerisch, es herrschte hoher Wellengang und die Sichtweite war sehr gering. Die Avalanche machte etwa sieben Knoten Fahrt. Sie befand sich in Sichtweite des Feuerschiffs Shambles. Gegen 21.00 Uhr abends wurde  Steuerbord voraus das rote Positionslicht des 1.488 BRT großen kanadischen Frachtseglers Forest gesichtet, der sich mit 600 Tonnen Fracht und 21 Besatzungsmitgliedern auf dem Weg nach Sandy Hook befand und sich in entgegengesetzter Richtung bewegte.
Die Avalanche, die den geltenden Regelungen zufolge hätte beidrehen müssen, blieb auf ihrem Kurs. An Bord der Forest wurde das grüne Positionslicht der Avalanche gesichtet, welches aber kurz danach verschwand. Da Kapitän Ephraim Lockhart an Bord der Forest das andere Schiff aufgrund der schlechten Wetterlage nicht mehr sehen konnte, änderte er den Kurs seines Schiffes, um das Risiko einer Kollision einzuschränken. Die Avalanche hatte jedoch inzwischen ebenfalls beigedreht und ihre Seite direkt vor den Bug der Forest gesetzt. Zwanzig Minuten nach der ersten Sichtung traf die hölzerne Forest die Avalanche mittschiffs und teilte sie fast entzwei. Die Avalanche krängte schwer und ging innerhalb von zwei bis drei Minuten unter. Von den 97 Menschen an Bord schafften es nur drei Besatzungsmitglieder, der dritte Maat Sherrington sowie die Seeleute Mills und McCarthy, sich mit einem Sprung auf die Forest zu retten.
Die Forest war durch die Kollision so schwer beschädigt, dass die Pumpen das einströmende Wasser nicht mehr bewältigen konnten und auch sie etwa eine Stunde nach der Avalanche sank. Die 21 Mannschaftsmitglieder der Forest und die drei Männer von der Avalanche konnten sich in drei Booten retten, aber in der aufgewühlten See verschwand eines der Boote spurlos und ein anderes kenterte und wurde später kieloben am Chesil Beach gefunden. Nur das dritte Boot schaffte es bei Chesil Cove an Land. Die zwölf Insassen, Kapitän Lockhart und weitere acht Männer von der Forest sowie die drei Crewmänner der Avalanche, waren die einzigen Überlebenden des Unglücks. Zwei Fischerboote der Isle of Portland halfen den Überlebenden an Land.
Insgesamt 106 Menschen kamen durch die Kollision und den Untergang beider Schiffe ums Leben. Es wurden nur wenige Leichen gefunden, da sich die meisten Menschen zum Zeitpunkt des Zusammenstoßes unter Deck befunden hatten. Das Wrack der Forest wurde kurze Zeit später ausfindig gemacht und abgewrackt, doch das der Avalanche wurde erst 1984 gefunden.

## Untersuchung
Vom 3. bis 9. Oktober 1877 fand unter Vorsitz der Schöffen L. Jones und G. T. Holt die richterliche Untersuchung des Unglücks statt. Da es nur drei überlebende Augenzeugen von der Avalanche gab, war es schwer, die Situation nachzuvollziehen. Den Kapitänen beider Schiffe wurde gleichermaßen die Schuld an dem Unfall gegeben. Nach damals geltendem Seerecht hätte die Avalanche rechtzeitig beidrehen müssen, um eine Kollision zu verhindern, was nicht geschah.
Kapitän Lockhart von der Forest wurde ebenso beschuldigt, da er sein Schiff manövriert hatte, ohne dass er sich der exakten Position der Avalanche bewusst war und ohne, dass er wusste, welche Richtung das andere Schiff einschlagen würde. Das Gericht sah es als erwiesen an, dass er somit zur Kollision beigetragen hatte. Mit Berücksichtigung auf seine 26 Jahre Diensterfahrung wurde sein Kapitänspatent aber nicht entzogen.

## Gedenken
Besonders Wanganui war von der Tragödie getroffen, da viele einheimische Familien Angehörige verloren hatten. Es wurden mehrere Gottesdienste abgehalten und die Geschäfte der Stadt blieben vorübergehend geschlossen. Zwei bedeutende Bürger der Stadt, Thomas Ballardie Taylor (1816–1871) und William Hogg Watt (1819–1893), Händler, Schiffseigner und Grundbesitzer, Begründer des Schiffsunternehmens Taylor & Watt (Watt war außerdem erster Bürgermeister von Wanganui), verloren durch das Unglück jeweils eine Tochter, Anne Jane Taylor und Margaret Watt (Thomas Taylor war sechs Jahre zuvor selbst bei einem Schiffsunglück ums Leben gekommen). Nach Margaret wurde das Waisenhaus Margaret Watt Home benannt, welches durch Gelder ihres Vaters finanziert und im Dezember 1931 eröffnet wurde. An jedem 11. September wurde die Flagge des Gebäudes auf halbmast gesetzt.
Unter den Toten waren außerdem Edward und Nelson Kenworthy, Brüder der britischen Malerin Esther Kenworthy Waterhouse (1857–1944), Ehefrau von John William Waterhouse. In der kleinen Ortschaft Southwell auf der Isle of Portland wurde am 3. Juli 1879 eine Gedächtniskirche eingeweiht, die an das Unglück erinnern soll. Die St. Andrew’s Avalanche Memorial Church wurde von dem Architekten George Rackstrow Crickmay (1830–1907) entworfen und enthält bis heute einen geborgenen Anker und Teile der mitgeführten Töpferwaren. Als Schutzheiliger wurde der Apostel Andreas gewählt.
Am hundertsten Jahrestag der Katastrophe, am Sonntag, dem 11. September 1977 fand in der St Paul’s Presbyterian Church in Wanganui ein Gedenkgottesdienst statt, der von mehr als 300 Menschen besucht wurde. Neben dem Erzpriester der Anglican Christ Church, R. B. Somerville, und dem Bürgermeister von Wanganui, Ron Russell, nahmen auch Nachkommen der Opfer teil.

## Das Wrack
Das Wrack der Avalanche wurde 1984 von Tauchern auf der Position 50° 26′ 34″ N, 2° 50′ 39″ W gefunden. Es liegt in 48 bis 52 Metern Tiefe aufrecht mit leichter Schlagseite nach Backbord auf dem Meeresboden. Der schwer beschädigte Bug ist nach Steuerbord gebogen. Das Wrack ist von Sektflaschen und Geschirr umgeben.